# Gens Lolia

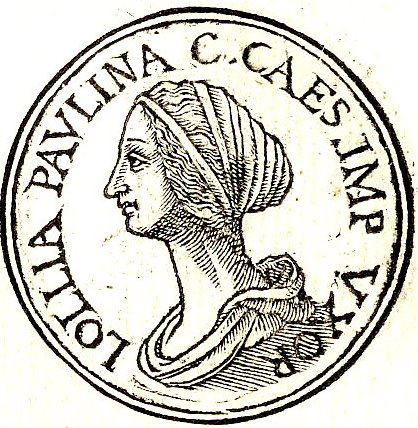
Imagen que muestra la gens de origen plebeyo en los años 21 a.c.

La gens Lolia (en latín, gens Lollia) fue una gens de origen plebeyo de la Antigua Roma. Los miembros de la gens no aparecen en Roma hasta el último siglo de la República. El primero de la familia en obtener el consulado fue Marco Lolio en 21 a. C.

## Origen
Los Lolios parecen haber sido de origen samnita o sabino. Un samnita de este nombre es mencionado en la guerra contra Pirro y Marco Lolio Palicano, que era tribuno de la plebe en 71 a. C., es descrito como nativo de Picenum.

## Praenominautilizados
Los praenomina utilizados por los Lolios incluyen Cneo, Lucio, Marco y Quinto.

## Ramas ycognomina
El único cognomen de los Lolios en el tiempo de la República era Palicano, pero otros aparecen bajo el Imperio.